# Dylan Crews
Dylan Gray Crews (Altamonte Springs, 26 februari 2002) is een Amerikaanse honkbalspeler voor de Washington Nationals. Hij speelt als middenvelder.

## Biografie
Crews ging naar de Lake Mary High School in Lake Mary, Florida, waar hij vier jaar lang varsity-honkbal speelde.
Tijdens zijn amateurcarrière speelde hij twee keer voor nationale collegiale honkbalteams van de Verenigde Staten, eenmaal in hun O15-team en eenmaal in hun O18-team. Als junior sloeg hij in 2019 een slaggemiddelde van .389 met 15 gestolen honken. Hoewel zijn senior seizoen in 2020 werd afgebroken vanwege de COVID-19-pandemie, werd hij beschouwd als een topkandidaat voor de Major League Baseball-draft van 2020. Een week voor de draft kondigde hij echter aan dat hij zijn toezegging zou nakomen om honkbal te spelen aan de Louisiana State University.

## Amateur carrière
Crews werd in 2021 als eerstejaarsstudent direct LSU's startende rechtsvelder. Hij startte in 2021 in 63 wedstrijden en sloeg een slaggemiddelde van .362 met 18 homeruns, 42 RBIs, 16 tweehonkslagen en 12 gestolen honken. Zijn 18 homeruns waren de meeste ooit door een LSU-eerstejaarsstudent, waarmee hij het vorige record van Mike Fontenot van 17 overtrof. Hij werd door Perfect Game uitgeroepen tot National Freshman of the Year. Hij speelde na het seizoen voor het nationale collegiale honkbalteam van de Verenigde Staten. 
In 2022 schakelde Crews over naar het middenveld. Hij speelde in 2022 in 62 wedstrijden en sloeg een slaggemiddelde van .349 met 22 homeruns en 72 RBIs. Hij werd samen met Sonny DiChiara uitgeroepen tot co-Southeastern Conference Baseball Player of the Year. Daarnaast werd hij verkozen tot first team All American, waarmee hij tot de beste spelers voor zijn positie behoort. Na het seizoen werd hij uitgenodigd om voor de tweede keer te spelen bij het nationale collegiale honkbalteam van de Verenigde Staten. Met dit team speelde hij onder andere op de Haarlemse Honkbalweek.
In 2023 speelde Dylan Crews 71 wedstrijden voor LSU. Daarin sloeg hij een slaggemiddelde van .426 met 18 home runs, 70 RBIs en 71 keer vier wijd. Hij won dit seizoen met de LSU Tigers de College World Series. Individueel won hij de Golden Spikes Award, die wordt uitgereikt aan de beste amateur honkbalspeler van het jaar.

## Professionele carrière
Crews werd bij de Major League Baseball Draft 2023 in de eerste ronde, met de tweede keuze geselecteerd door de Washington Nationals. Op 21 juli tekende hij zijn contract bij de Nationals, met een tekenbonus van $9.000.000.
Op donderdag 3 augustus 2023 maakt Crews zijn professionele debuut in de Florida Complex League, dat uitkomt op Rookie niveau. In drie slagbeurten behaalde hij direct drie honkslagen. Hij werd direct gepromoveerd naar de Fredericksburg Nationals, die in de Carolina League uitkomen op Single-A niveau. In zijn tweede wedstrijd voor Fredericksburg, zijn derde professionele wedstrijd, sloeg hij zijn eerste homerun als professioneel honkballer. In zijn 14 wedstrijden voor de Fredericksburg Nationals sloeg Crews 22 honkslagen, 24 RBIs en vijf homeruns. Hij behaalde een slaggemiddelde van .385.
Na veertien wedstrijden bij de Fredericksburg Nationals werd Crews op 20 augustus gepromoveerd naar de Harrisburg Senators, die uitkomen op Double-A niveau.

### Washington Nationals (2024-heden)
Op maandag 26 augustus werd Crews gepromoveerd naar de Washington Nationals. Hij maakte op 26 augustus zijn debuut in de MLB in een wedstrijd tegen de New York Yankees. In zijn tweede wedstrijd, op 27 augustus, sloeg hij zijn eerste honkslag in de MLB.